# Beauchêne, Orne

Beauchêne este o comună în departamentul Orne, Franța. În 1 ianuarie 2018 avea o populație de 249 de locuitori.